# Lądowisko Brynek
Lądowisko Brynek – lądowisko śmigłowcowe w Brynku, w gminie Tworóg, w województwie śląskim. Leży ok. 15 km na północny zachód od Tarnowskich Gór. Przeznaczone jest do wykonywania startów i lądowań śmigłowców o dopuszczalnej masie startowej 5700 kg.
Od 19 maja 2017 roku na lądowisku stacjonuje helikopter amerykańskiej produkcji Hughes 369 E, który strzeże bezpieczeństwa kompleksów leśnych znajdujących się pod opieką Regionalnej Dyrekcji Lasów Państwowych w Katowicach. Helikopter ten zastąpił wykorzystywane do końca roku 2016 Mi-2.
Zarządzającym lądowiskiem jest Nadleśnictwo Brynek z siedzibą w Brynku, ul. Grabowa 3. W roku 2013 zostało wpisane do ewidencji lądowisk Urzędu Lotnictwa Cywilnego pod numerem 233